# عاصي كوهين
عاصي كوهين (بالعبرية: אסי כהן‏) هو ممثل إسرائيلي، ولد في 10 أكتوبر 1974 بأشدود في إسرائيل.

## وصلات خارجية
- عاصي كوهين على موقع IMDb (الإنجليزية)
- عاصي كوهين على موقع قاعدة بيانات الفيلم (الإنجليزية)